# Simone Veronese
Simone Veronese (Milano, 8 luglio 1974) è un ex calciatore italiano, di ruolo difensore.
È il fratello maggiore del giocatore Marco Veronese.

## Carriera

### Club
Cresciuto nelle giovanili dell'Inter debutta con i nerazzurri in Serie A nella stagione 1992-1993 nella partita Inter-Torino (3-0) del 6 giugno 1993.
La stagione successiva passa al Cagliari dove totalizza altre 3 presenze in Serie A e 2 presenze in Coppa UEFA. Nella seconda stagione in Sardegna non totalizza nessuna presenza.
Passa assieme al fratello Marco alla Reggina, collezionando 28 presenze in Serie B e segnando il suo primo gol da professionista, in occasione del pareggio interno contro l'Ancona del 27 agosto 1995.
Dal 1996 al 2000 gioca invece per il Savoia e per il Livorno in Serie C1.
Dal 2000 al 2004 milita in Serie C2 indossando le maglie di Taranto, Giugliano e Olbia.
Nella stagione 2004-2005 gioca per l'Atletico Calcio in Serie D.

### Nazionale
Nel 1990 viene convocato con la Nazionale Under-18 senza però scendere in campo.

## Palmarès

### Club

#### Competizioni nazionali
- Serie C2: 1

Taranto: 2000-2001